# Kościół św. Stanisława w Cerekwi
Kościół św. Stanisława w Cerekwi – rzymskokatolicki kościół parafialny, siedziba parafii pw. św. Stanisława. Znajduje się w Cerekwi przy ul. Radomskiej 92. Kościół należy do dekanatu Radom-Zachód.

## Historia
Wraz z erygowaniem parafii powstał pierwotny kościół drewniany, który istniał do 1470 r. W 1529 r. z fundacji wojskiego radomskiego i dziedzica Cerekwi – Mikołaja Dzika, zbudowano kościół murowany. Dedykacji kościoła dokonał w 1627 r. bp Maciej Łubieński. Wraz z początkiem XVIII w. kościół był ograbiany i niszczony przez wojska szwedzkie, saskie, moskiewskie kozackie i polskie. Wraz z początkiem XX w. kościół przestał wystarczać parafianom i zdecydowano o jego rozbudowie. Projekt miał wykonać arch. Józef Pius Dziekoński. Jednak z nieznanych przyczyn tych planów nie zrealizowano. W 1928 r., ze względu na zły stan, postanowiono rozebrać świątynię. 4 sierpnia 1928 r. rozpoczęto wznoszenie kościoła wg projektu arch. Stefana Szyllera z Warszawy. Architekt zdecydował o rozbiórce zakrystii, kruchty i części ścian nawy gotyckiej budowli, zachowując prezbiterium. Według różnych źródeł, budowę zakończono w 1933, 1934 lub 1936 r. Projekt jednak nie został zrealizowany do końca – okna nie mają opraw, pozostawiono też surową fasadę, nie dekorując choćby portalu. Podczas II wojny światowej, 17 stycznia 1945 r. doszło do ostrzału artyleryjskiego który zniszczył wieżę i nawę boczną. Po wojnie kościół został odbudowany i dedykowany w 1962 r. przez bp. Piotra Gołębiowskiego.

## Architektura
Obiekt jest Neorenesansowy z elementami Neobaroku, murowany z cegły i kamienia polnego, częściowo tynkowany. Świątynia jest nieregularna, trójnawowa i dwuprzęsłowa. Nawa główna dłuższa od zachodu, szersza i dużo wyższa od bocznych. Nawę południową poprzedza niewielka kaplica na planie ośmioboku, kryta kopułą. Transept ma nadbudowaną nad północnym ramieniem czworoboczną wieżę. Gotyckie prezbiterium ujęte zostało po bokach niesymetrycznymi przybudówkami mieszczącymi skarbiec, zakrystię i składzik. Jednoosiowa fasada jest dwukondygnacjowa, zwieńczona neobarokowym szczytem.